# Wegkreuz (Frauenroth, Klosteräcker)

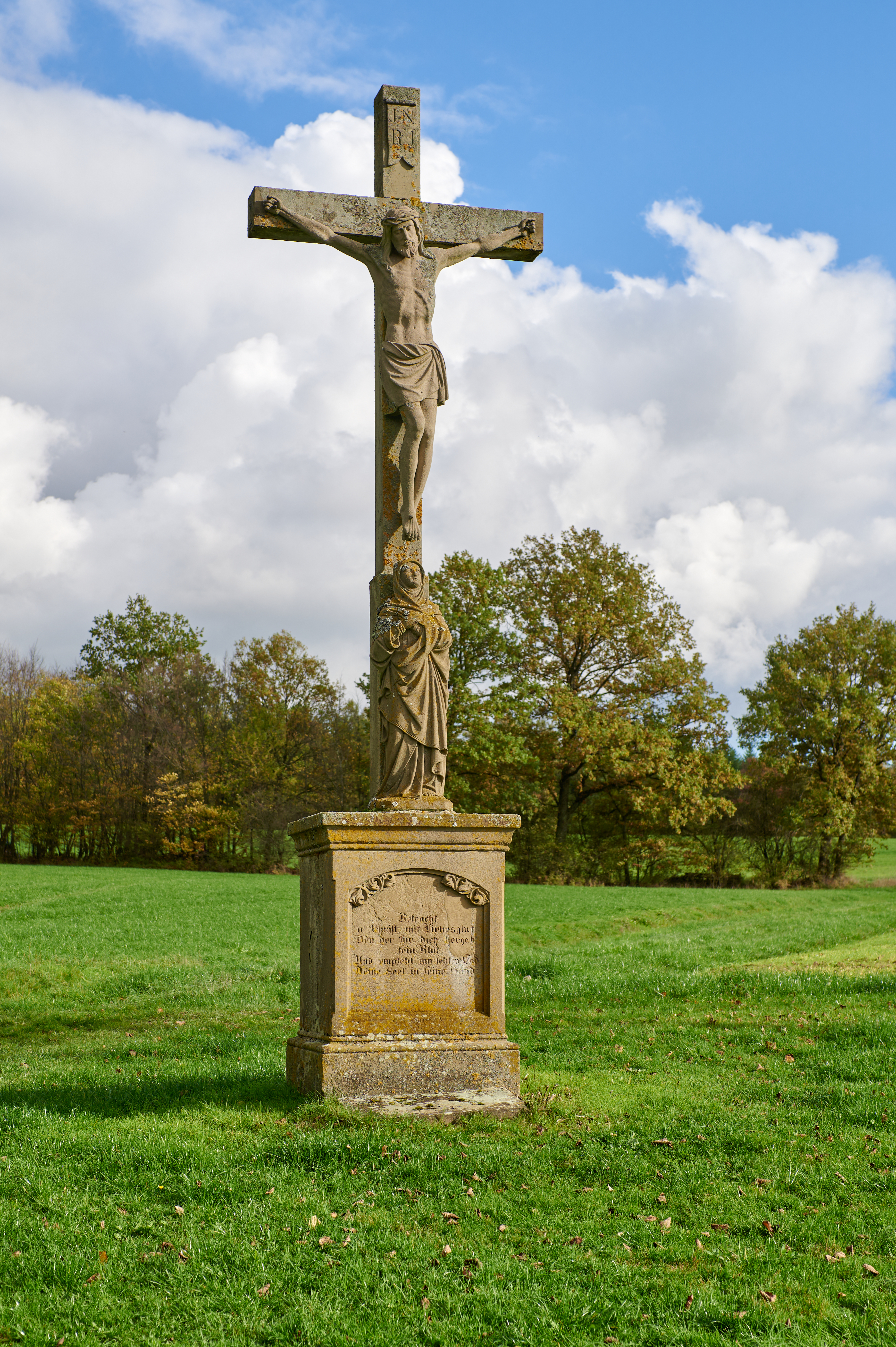
Wegkreuz in Frauenroth in Klosteräcker

Das Wegkreuz Klosteräcker ist ein Flurdenkmal in Frauenroth, einem Gemeindeteil im Markt Burkardroth im unterfränkischen Landkreis Bad Kissingen. Es befindet sich an der Altstraße zum Kloster Frauenroth aus Richtung Aschach an einer Wegkreuzung etwa 500 m südlich des Klosters. Das Wegkreuz gehört zu den Baudenkmälern von Burkardroth und ist unter der Nummer D-6-72-117-17 in der Bayerischen Denkmalliste registriert.

## Beschreibung
Das Wegkreuz besteht aus gelbem Sandstein und entstand im Jahr 1893.
Das 510 cm hohe Kreuz ist aus zehn Teilen zusammengesetzt. Der Sockel ist 140 cm hoch. Der 10 cm hohe Gebetsschemel hat die Maße 90 cm × 40 cm. Die 35 cm hohe Bodenplatte mit einem verengenden Profil aus Karnies und Wulst zum Sockelprisma hin hat die Maße 96 cm × 95 cm. Das 88 cm hohe Sockelprisma hat die Maße 85 cm × 84 cm und ist profiliert auskragend aus der 3 cm hohen Platte. Sima: 7 cm und Platte: 6 cm; zum Kreuzschaft hin ansteigend. Auf der 6 cm hohen Platte mit den Maßen 27 cm × 27 cm steht eine 120 cm hohe, betende Mater Dolorosa. Der 121 cm hohe Kreuzsockel hat einen Querschnitt von 25 cm × 23 cm. Der Schaft hat einen Querschnitt von 20 cm × 18 cm. Am 370 cm hohen Kreuz befinden sich Balken von je 60 cm, ein Korpus von etwa 210 cm und am Hochschaft eine INRI-Inschrift.
Die Inschrift in gotischer Schrift an der Inschriftennische der Schauseite mit Krabbenzier am Segmentbogenabschluss lautet:

„Betracht

O Christ mit Liebesglut

den der für Dich hingab

sein Blut

Und empfehl im letzten End

Dein Seel in seine Händ“

Die Stifterinschrift rechts lautet:

„Gestiftet von

Anton Albert

und dessen Gattin

Maria Eva

geb. Schultheiß

in

Frauenroth

1893“

Der Altar des Wegkreuzes kommt bei der Flurprozession zum Einsatz.